# Psychomyia kumanskii
Psychomyia kumanskii är en nattsländeart som beskrevs av Schmid 1997. Psychomyia kumanskii ingår i släktet Psychomyia och familjen tunnelnattsländor. Inga underarter finns listade i Catalogue of Life.